# مارکوفسکی (باشقیرستان)
مارکوفسکی (انگلیسی: Markovsky, Republic of Bashkortostan) یک شهرک در شهرستان استرلیتاماکسکی استان باشقیرستان کشور روسیه است.